# مصفوفة z (رياضيات)
في الرياضيات، فئة مصفوفات Z هي تلك المصفوفات التي تكون مدخلاتها خارج القطر أقل من أو تساوي صفر؛ أي أن المصفوفة Z تقبل
لاحظ أن هذا التعريف يتزامن على وجه التحديد مع «مصفوفة ميتزلر المنفية» أو «المصفوفة شبه الإيجابية»، وبالتالي يظهر مصطلح «المصفوفة شبه السلبية» من وقت لآخر في المؤلفات.
على الرغم من أن هذا أمر نادر وعادة فقط في السياقات حيث يتم إجراء إشارات إلى المصفوفات شبه الإيجابية.
جاكوبي نظام الديناميكية التنافسية هو Z-مصفوفة بحكم التعريف.
وبالمثل، إذا كان جاكوبي نظام الديناميكية التعاونية ي، ثم (−J) هو مصفوفة Z.
الفئات ذات الصلة هي مصفوفات L، مصفوفات M، مصفوفات P، مصفوفات هورويتز ومصفوفات ميتزلر. تحتوي مصفوفات L على خاصية إضافية تكون كل المدخلات القطرية أكبر من الصفر.تحتوي المصفوفات M على عدة تعاريف متماثلة، أحدها على النحو التالي: (أ) المصفوفة Z هي مصفوفة M إذا كانت غير فردية والعكس غير سالبه.
كل المصفوفات التي هي كل من مصفوفات Z و P-مصفوفات ليست مفردة من M-مصفوفات.